# خانه جان اس توف
خانه جان اس توف (انگلیسی: John S. Toof House) یک خانه تاریخی در ممفیس، تنسی، ایالات متحده آمریکا است.